# Salvia vergeduzica
Salvia vergeduzica là một loài thực vật có hoa trong họ Hoa môi. Loài này được Rzazade miêu tả khoa học đầu tiên năm 1957.